# Stopplaats Breweelsterweg
Stopplaats Breweelsterweg (telegrafische code: bws) is een voormalige stopplaats aan de spoorlijn Winsum - Zoutkamp, destijds eigendom van de GLS en geëxploiteerd door de NS. De stopplaats lag tussen de dorpen Leens en Ulrum, ter hoogte van de Breweelsterweg. Stopplaats Breweelsterweg werd geopend op 1 april 1922 en gesloten op 24 november 1940. Van 2 oktober 1938 tot 6 juni 1940 werd de spoorlijn, en dus ook deze stopplaats, niet door reizigerstreinen bediend.